# Watashi ni Shinasai!
Watashi ni Shinasai! (わたしに××しなさい!?) es una serie de manga shōjo escrita e ilustrada por Ema Tōyama. La trama se centra alrededor de una estudiante de secundaria llamada Yukina Himuro, quien encuentra un gran secreto sobre Shigure, un chico que es muy popular entre las chicas. Para mantener el secreto oculto, Yukina le ordena que haga "misiones" con ella que involucren el romance. Yukina siente que las misiones ayudarán a sus novelas, pero a medida que pasa el tiempo, comienza a cuestionar si realmente se trata de desarrollar amor. Watashi ni Shinasai! fue serializada en la revista mensual Nakayoshi de Kōdansha desde el 10 de junio de 2009 al 3 de junio de 2015, siendo recopilada en diecinueve volúmenes tankōbon, publicados entres el 6 de octubre de 2009 al 12 de junio de 2015. Además del manga, también se ha lanzado un CD drama en 2012. En 2018, se lanzó una adaptación de película de acción en vivo, después de una mini secuela de manga en Nakayoshi para ayudar a promoverla. 
La serie fue licenciada en Estados Unidos por Kodansha USA. El primer volumen se publicó el 6 de noviembre de 2012, hasta el momento se han publicado dieciséis volúmenes con más programados. La recepción de las series traducidas en inglés ha sido positiva y Watashi ni Shinasai! estuvo dos veces en la lista de los más vendidos de New York Times en dos volúmenes diferentes. En Japón, la serie ganó el Premio de Manga Kōdansha en 2012 al mejor manga para niños.

## Argumento
Yukina Himuro es una estudiante de tercer año de secundaria conocida como la "Absolute Zero Snow Woman" (絶対零度の雪女 Zettaireido no Yuki Onna?) por sus compañeros de clase basada en su mirada helada y su comportamiento. Yukina es también la popular novelista celular Yupina (ユピナ?), conocido solo por Akira Shimotsuki, la prima de Yukina. Yukina escribe historias pero han estado cayendo en las calificaciones. Para solucionar esto, ella elige escribir una historia de amor pero no sabe por dónde empezar. Un día, Yukina oye por casualidad a la presidenta del consejo estudiantil, Shigure Kitami, que es popular entre las chicas y de buenos modales rechaza a una de las chicas que le confiesa su amor, luego escribe algo en un libro que Yukina ve. Luego, Shigure se topa con Yukina, que no está impresionada con él y luego sigue su camino. Yukina se da cuenta de que había dejado caer su libro y lo vio escribir. Para sorpresa de Yukina, el libro contiene los nombres de las chicas con algunas de ellas. tachado, algo de lo que Yukina se da cuenta de que Shigure no es lo que parece ser. Yukina luego tiene la idea de chantajear a Shigure para que la ame a fin de sentir cómo es, ya que cree que será bueno para su novela romántica de teléfono celular. Yukina se acerca a Shigure con la información y lo obliga a hacer cosas para ella que ella llama "Misiones", pero con el tiempo Yukina comienza a cuestionar si se trata de un verdadero amor entre ellos, algo que Shigure intenta negar o simplemente las ideas que obtiene. Las misiones para poner en sus novelas. Las cosas se vuelven aún más complejas cuando el primo de Yukina también le confiesa su amor y quiere ser "más que un primo" para ella. 

## Personajes
Yukina Himuro (氷室 雪菜 Himuro Yukina?)
Seiyū: Yōko Hikasa (CD drama)
Yukina es una estudiante de tercer año de secundaria que es conocida en su escuela por la mirada fría que desprende. Titulada como "Absolute Zero Snow Woman" por sus compañeras de clase, Yukina también publica en secreto novelas para celulares bajo el seudónimo de Yupina (ユピナ?)  . Yukina aparece como una persona fría que es calculadora y exigente, pero debajo de todo esto, es una persona cariñosa que aún no ha experimentado el verdadero amor, y espera hacerlo pronto. Yukina siempre usa lentes y se niega a quitarlos debido a un evento traumático cuando era pequeña. Por eso, ella se siente vulnerable sin ellos. En algún momento, no estaba segura de sus sentimientos hacia Shigure y Akira, por lo que decidió salir con los dos para finalmente elegir a la que más acelera su corazón. Aunque tenía sentimientos más fuertes hacia Shigure que hacia su prima, Yukina eligió a Akira. Cuando se dio cuenta de sus verdaderos sentimientos, rompió con Akira y más tarde, le confesó a Shigure cuando regresa de sus estudios. 
Shigure Kitami (北見 時雨 Kitami Shigure?)
Seiyū: Takahiro Sakurai (CD drama)
Shigure es el presidente del consejo estudiantil y es enormemente popular entre las damas. Se presenta como un chico dulce para que pueda hacer que las chicas le confiesen su amor y luego las rechacen por diversión. Después de que Yukina lo chantajea, Shigure hace cosas para tratar de salir de sus misiones. Inicialmente, niega tener sentimientos por Yukina, pero después de aprender más sobre ella como persona, comienza a luchar con sus sentimientos y finalmente acepta que la ama. Presionado por las expectativas de su familia, Shigure decide hacerse médico para heredar el hospital de su padrastro y dedica su tiempo a estudiar. 
Akira Shimotsuki (霜月 晶 Shimotsuki Akira?)
Seiyū: Yūki Kaji (CD drama)
Akira es la prima de Yukina y una de las pocas personas que sabe que Yukina es Yupina. Sus padres murieron cuando él era joven, y él ha estado enamorado de Yukina desde que ella lo protegió de los acosadores cuando eran niños. Debido a esto, no puede aprobar que ella esté con Shigure incluso si le permite obtener material para su escritura. En el medio de la serie, Akira se convierte en el novio de Yukina a través de una fecha de juicio, pero lamentablemente acepta que ella solo lo ve como familia. Al mismo tiempo, Akira entabla una amistad con Mami y se vuelve protectora de ella. Cuando Mami se enamora de él, él la rechaza amablemente, ya que no puede dejar a Yukina y le pide que no lo espere. Cerca del final de la serie, Akira se convierte en modelo después de ser explorada. 
Mami Mizuno (水野 マミ Mizuno Mami?)
Seiyū: Ayana Taketatsu (CD drama)
Mami es una niña frágil y amiga de la infancia de Shigure. Debido a que Shigure a menudo la adoraba y la protegía de Hisame cuando era niña, Mami se siente apegada a él y se pone celosa cada vez que lo ve con Yukina. También es propensa a la ansiedad social y se calma cuando Shigure le da una palmadita en la cabeza. Mientras Mami acepta que Shigure ama a Yukina, se acerca a Akira al mismo tiempo y se une a él por estar en una situación similar con Yukina. En casa, Mami vive con su padre, un antiguo anfitrión, mientras que su madre la abandonó cuando enfermó terriblemente cuando era niña. Con la ayuda de Akira, Mami se reconecta con su madre. Con el tiempo, ella se enamora de Akira, e incluso sabiendo que él ama a Yukina, ella todavía le confiesa y declara que esperará hasta que él continúe. 
Hisame Kitami (北見 氷雨 Kitami Hisame?)
Hisame es el hermanastro de Shigure. Desprecia a Shigure de ser comparado constantemente con él y también se ofende por ser el heredero del hospital de su familia y poner una brecha entre Mami y él. Él ha estado obsesionado con Mami desde que eran pequeños y la intimida para verla llorar. Hisame se hace amiga de Yukina y a menudo se vuelve hacia ella cada vez que está molesto por Mami. Sin embargo, después de que Mami lo rechaza repetidamente, en vez de eso, cambia su fijación a Yukina, saboteando su relación con Shigure. Al final de la serie, Hisame llega a un acuerdo en el sentido de que él realmente ama a Mami y decide convertirse en más maduro para ser digno de ella. Al igual que Yukina, también publica novelas de teléfonos celulares bajo el seudónimo de Dolche (ドルチェ?)  y se revela como su rival de toda la vida. 

## Medios de comunicación

### Manga
Watashi ni Shinasai! se publicó por primera vez en la revista mensual Shōjo Nakayoshi en junio de 2009, y terminó en 2015 con el número del 3 de junio. Partes de la serie también se publicaron en la revista trimestral de la revista Nakayoshi Lovely del 17 de diciembre de 2009 al 17 de marzo de 2010. En total, Kodansha publicó diecinueve volúmenes encuadernados. Tras el final de la serie principal, se publicó una edición adicional en el número de agosto de 2015 de Nakayoshi. Además del manga, el 6 de febrero de 2012, Kodansha lanzó un CD dramático a través del estudio de grabación Rakuonsha. El guion fue escrito por Natsuko Takahashi. El CD se incluyó con una versión de edición limitada del octavo volumen de manga, y se basa en eventos que tienen lugar en los primeros cuatro volúmenes. En 2018, Toyama escribió una breve continuación titulada Watashi ni Shinasai! Kappuru-hen (わたしに××しなさい！ カップル編?) que se serializó en Nakayoshi de marzo a junio de 2018. Esto se hizo para promocionar una película de acción en vivo que se estrenó durante el verano.
El 23 de abril de 2012, se anunció que la filial estadounidense Kodansha USA había licenciado la serie para su lanzamiento en América del Norte. El primer volumen se publicó el 6 de noviembre de 2012, hasta el momento se han publicado dieciséis volúmenes. Fuera de Norteamérica, la serie se ha puesto a disposición en formato de libro electrónico en el Reino Unido.

### Película
El 23 de junio de 2018, una adaptación de película de acción en vivo protagonizada por Tina Tamashiro como Yukina y Yuta Koseki como Shigure fue lanzada. Para promocionar la película, en marzo se emitió un breve drama de 4 episodios en TBS y MBS TV, y una secuela titulada Watashi ni Shinasai! Kappuru-hen (わたしに××しなさい！ カップル編?) se serializó en Nakayoshi de marzo a junio de 2018. Las estrellas del elenco Tina Tamashiro como Yukina, Yuta Koseki como Shigure, Anna Yamada como Mami, Kanta Satō como Akira y Daichi Kaneko como Hisame. Ambas adaptaciones fueron dirigidas por Tōru Yamamoto. La canción principal de la película, "Ichidaiji", es interpretada por Polkadot Stingray.

## Recepción
La adaptación en inglés de Watashi ni Shinasai! ha recibido calificaciones mixtas a positivas: Rebecca Silverman de Anime News Network le dio al primer volumen una calificación general de un C+ llamándolo una lectura rápida, mucho más racista que los trabajos anteriores de Toyama, y diciéndole a los lectores que lo hacen no como un romance desigual para "mantenerse alejado". Ella describió el arte como "fácil para los ojos" y sensual, mientras que lo llamó un "romance muy incómodo". John Rose de The Fandom Post le dio al volumen uno una calificación de A que lo llamó "increíblemente inteligente, sexy y posesivo" y también alabó la obra de arte. Darkstorm de Anime UK News le dio a la serie un 6/10 diciendo que, aunque la historia no es original y ha usado en exceso cosas como un entorno escolar y un triángulo amoroso, el diseño de la historia es excelente y el corazón está en el lugar correcto cuando se trata de eso Thalia Sutton de Suvudu le dio al segundo volumen una buena crítica, calificando la serie hasta el momento como atractiva para los desplazamientos y el manejo emocional ligero en general. Ella continuó diciendo "Misiones de amor, el volumen 2 cierra con muchas posibilidades para su futuro romántico, y también te deja sintiéndote introspectivo" El segundo volumen de Misiones de amor pasó dos semanas en la <i id="mwoA">lista de</i> best sellers del <i id="mwoA">New York Times</i> para manga del 26 de enero de 2013. El cuarto volumen también estuvo en la lista de los más vendidos del New York Times durante una semana, del 21 al 27 de julio de 2013.
En Japón, la serie ganó el 36º Premio anual Kodansha Manga en 2012 al mejor manga para niños. Las cifras de circulación de la serie superaron los 120 millones de copias en total. Tres volúmenes de "Watashi ni Shinasai!" también aparecieron en el cuadro de clasificación de cómics japoneses en 2013 y 2014. El primero en hacer el cuadro fue el volumen número 11 que ocupó el trigésimo sexto puesto en el cuadro para la semana del 4 de febrero. 2013 con 18 224 copias vendidas. Al lado del rango estaba el 13er volumen que ocupó el puesto 38 en la tabla de clasificación de cómics japoneses para la semana del 10 al 16 de junio de 2013 con 17 124 copias vendidas. El volumen catorce fue el último volumen en aparecer en el gráfico, ocupó el trigésimo cuarto en el gráfico para la semana del 3 al 9 de febrero de 2014 con 14 981 vendidos.